# Кохем-Целль (район)
Кохем-Целль (нім. Cochem-Zell) — район у Німеччині, у складі федеральної землі Рейнланд-Пфальц. Адміністративний центр — місто Кохем.

## Населення
Населення району становить 61 578 осіб (станом на 31 грудня 2020).

## Адміністративний поділ
Район складається з 89 міст і громад (нім. Gemeinden), об'єднаних в 4 об'єднань громад (нім. Verbandsgemeinden).
Дані про населення наведені станом на 31 грудня 2020. Зірочками (*) позначені центри об'єднань громад.
| - 1. Кохем 1. Байльштайн (131) 2. Бремм (731) 3. Брідерн (351) 4. Бруттіг-Фанкель (1110) 5. Вірфус (232) 6. Граймерсбург (697) 7. Дор (603) 8. Едігер-Еллер (892) 9. Елленц-Польтерсдорф (814) 10. Ернст (544) 11. Зенгайм (564) 12. Клоттен (1205) 13. Кохем (місто) * (5256) 14. Ліг (376) 15. Люц (274) 16. Мезеніх (299) 17. Мозелькерн (567) 18. Мюден (Мозель) (655) 19. Нерен (103) 20. Поммерн (Мозель) (393) 21. Трайс-Карден (2185) 22. Файд (1058) 23. Фальвіг (433) | - 2. Кайзерзеш 1. Біннінген (696) 2. Брахтендорф (241) 3. Бріден (133) 4. Броль (336) 5. Гамбух (715) 6. Гамлен (497) 7. Гаурот (324) 8. Дюнгенгайм (1354) 9. Дюнфус (274) 10. Еппенберг (230) 11. Іллеріх (769) 12. Кайзерзеш (місто) * (3172) 13. Кайль (300) 14. Кайфенгайм (804) 15. Каленборн (229) 16. Ландкерн (937) 17. Лаубах (636) 18. Ляєнкауль (358) 19. Масбург (1079) 20. Ментеніх (118) 21. Мюлленбах (629) 22. Ойльгем (192) 23. Рес (485) 24. Урмерсбах (437) 25. Форст (376) 26. Цеттінген (264) | - 3. Ульмен 1. Альфлен (796) 2. Аудерат (637) 3. Бад-Бертріх (1024) 4. Бойрен (407) 5. Бюхель (1174) 6. Вагенгаузен (59) 7. Вайлер (294) 8. Вольмерат (213) 9. Гефеніх (695) 10. Гілленбойрен (246) 11. Клідінг (212) 12. Лутцерат (1488) 13. Ульмен (місто) * (3377) 14. Уршмітт (190) 15. Фільц (87) 16. Шмітт (112) | - 4. Цель (Мозель) 1. Альтлай (432) 2. Альтстрімміг (338) 3. Альф (824) 4. Бланкенрат (1670) 5. Брідель (894) 6. Буллай (1589) 7. Вальгаузен (228) 8. Газеріх (207) 9. Гесвайлер (123) 10. Грендеріх (395) 11. Занкт-Альдегунд (554) 12. Зосберг (172) 13. Лізеніх (299) 14. Міттельстрімміг (408) 15. Моріцгайм (131) 16. Неф (430) 17. Панцвайлер (258) 18. Петерсвальд-Леффельшейд (728) 19. Пюндеріх (812) 20. Райденгаузен (171) 21. Телліг (286) 22. Форст (65) 23. Цель (місто) * (4064) 24. Шаурен (431) |